# Sacra Dorsa
Sacra Dorsa és una formació geològica de tipus dorsum a la superfície de Mart, localitzada amb el sistema de coordenades planetocèntriques a 22.72 ° latitud N i 301.66 ° longitud E, que fa 1.416 km de diàmetre. El nom va ser aprovat per la UAI l'any 1985 i fa referència a una característica d'albedo localitzada a 20 ° latitud N i 67 ° longitud O.